# Andreas Kühne (General)
Andreas Kühne (* 21. Dezember 1970 in Hagen) ist ein Brigadegeneral des Heeres der Bundeswehr und seit April 2025 Unterabteilungsleiter Einsatzbereitschaft und Unterstützung Streitkräfte I im Bundesministerium der Verteidigung in Berlin.

## Leben

### Ausbildung und erste Verwendungen
Kühne trat 1989 als Offizieranwärter der Panzergrenadiertruppe des Heeres in die Bundeswehr ein und durchlief die Offizierausbildung zum Offizier des Truppendienstes. Er studierte von 1992 bis 1995 Elektrotechnik an der Universität der Bundeswehr München. In seiner ersten Verwendung wurde er ab 1995 Zugführer und später S2-Offizier (Militärisches Nachrichtenwesen) im Stab des Panzergrenadierbataillons 212 in Augustdorf (Nordrhein-Westfalen). 1998 übernahm Kühne eine Kompanie des Panzergrenadierbataillons 192 in Ahlen, bevor er 2001 Hörsaalleiter in der Offizieranwärterausbildung an der Panzertruppenschule in Munster wurde.

### Dienst als Stabsoffizier
Von 2003 bis 2005 absolvierte Kühne den 46. Generalstabslehrgang Heer an der Führungsakademie der Bundeswehr in Hamburg, wo er zum Offizier im Generalstabsdienst ausgebildet wurde. Infolge wurde er Abteilungsleiter G4 (Logistik) der Panzerbrigade 21 in Augustdorf. Danach studierte Kühne ab 2007 Politikwissenschaften an der Naval Postgraduate School in Monterey in Kalifornien (Vereinigte Staaten). 2008 übernahm er einen Posten als Grundsatzreferenten im Stab des Deutschen Militärischen Vertreters der NATO und EU im NATO-Hauptquartier in Brüssel (Belgien). Es folgte ab 2011 eine Verwendung als Bataillonskommandeur des Panzergrenadierbataillons 401 in Hagenow (Mecklenburg-Vorpommern). Anschließend wurde Kühne 2013 ins Bundesministerium der Verteidigung (BMVg) nach Berlin versetzt, wo er Referent für Grundlagen der Sicherheitspolitik und bilateralen Beziehungen für den Länderbereich Südasien im Referat Pol I 1 wurde. Es folgte eine weitere Ministerialverwendung als Referent für Sicherheitspolitik im Referat Strategische Projekte und Zielverfolgung im Leitungsstab des BMVg in Berlin. 2015 wurde Kühne Büroleiter des Chefs des Stabes des Supreme Headquarters Allied Powers Europe (SHAPE) in Mons in Belgien. 2017 erfolgte die Versetzung zur 10. Panzerdivision in Veitshöchheim bei Würzburg als Chef des Stabes. Anschließend ging Kühne erneut ins BMVg nach Berlin als Referatsleiter Sicherheitspolitik und bilaterale Beziehungen zu den Staaten des Nahen und Mittleren Ostens, Afrikas und Asiens (Pol II 2).

### Dienst als General
Im Oktober 2021 übernahm Kühne das Kommando über die Panzerbrigade 12 von seinem Vorgänger Björn Schulz. In dieser Dienststellung erfolgte die Ernennung Kühnes zum Brigadegeneral. Am 15. Februar 2024 verließ Kühne den Posten. Im April 2024 wurde er zum Director Training Development Division, NATO Mission Iraq ernannt, wo er auf Brigadegeneral Stephan Willer folgte. Seit April 2025 ist er Unterabteilungsleiter Einsatzbereitschaft und Unterstützung Streitkräfte I im Bundesministerium der Verteidigung in Berlin.

### Auslandseinsätze
Kühne nahm an folgenden Auslandseinsätzen der Bundeswehr teil:
- August 1996 bis November 1996: Kompaniechef Sicherungskomanpie Trogir, IFOR, Kroatien
- Dezember 1996 bis März 1997: S3-Offizier (Einsatz, Planung, Ausbildung, Übung) Stab Nationaler Befehlshaber im Einsatzgebiet Rajlovac, IFOR, Bosnien-Herzegowina
- 2006 bis 2007: J4 Logistics im Stab des deutschen Einsatzkontingents der International Security Assistance Force (ISAF) im Hauptquartier der Resolute North Mission in Masar-e Scharif in Afghanistan
- 2012 bis 2013: Kommandeur der Task Force Kundus und stellvertretender Kommandeur der Partnering and Advisory Task Force in Kundus, ISAF, Afghanistan
- Mai 2018 bis Dezember 2018: Büroleiter des Chefs des Stabes des 11. bzw. 12. Kontingents der NATO-Mission Resolute Support im Hauptquartier Deutscher Anteil in Kabul in Afghanistan
- seit April 2024: Director Training Development Division, NATO Mission Iraq, Bagdad, Irak

## Privates
Kühne ist verheiratet und hat drei Kinder.